# ГЕС-ГАЕС Сан-Джакомо-Суль-Вомано
ГЕС-ГАЕС Сан-Джакомо-Суль-Вомано («Ігнаціо-Сілоне»)  (італ. Centrale idroelettrica di San Giacomo) — гідроелектростанція в центральній частині Італії, в історичному регіоні Абруццо. Знаходячись між ГЕС Проввіденца та ГЕС Монторіо, становить середній ступінь гідровузла на річці Вомано (тече з Апеннін у східному напрямку та впадає в центральну частину Адріатичного моря за сотню кілометрів південніше Анкони).
Відпрацьована на ГЕС Проввіденца вода надходить в однойменне водосховище об'ємом 1,7 млн м3, створене на Вомано арковою греблею заввишки 51 метр. Звідси вона подається через прокладені у правобережному гірському масиві тунелі діаметром 5 метрів та завдовжки понад 14 км кожен (один ввели в дію разом з самою станцією у 1947 році, другий — при розширенні в 1998-му). На своєму шляху ця дериваційна система отримує додатковий ресурс із ряду водозаборів на притоках Вомано, крім того, вже неподалік від машинного залу до неї з півдня приєднується бічний водозбірний тунель, який має довжину 16 км та постачає ресурс із верхньої частини сточища Мавони (права притока Вомано).
На завершальному етапі вода проходить через два напірні водогони завдовжки по 0,6 км та діаметром 4 метри, які подають її до підземного машинного залу з напором у 655 метрів. Зал, розміщений на глибині 650 метрів, має розміри 72х24 метри при висоті 35 метрів. Відпрацьована вода відводиться через тунель довжиною 1,85 км до невеликого водосховища Piaganini об'ємом 950 тис. м3, утвореного арково-гравітаційною греблею на Вомано.
Спершу електростанцію обладнали трьома турбінами типу Пелтон потужністю по 73,6 МВт. Наприкінці 1990-х тут встановили ще два гідроагрегати, які включають потужну (282 МВт) турбіну того ж типу та оборотну турбіну з показником 60 МВт. Остання в періоди малого попиту на електроенергію може закачувати ресурс із водозаборів станції до сховища Проввіденца. Враховуючи невеликий об'єм цієї водойми, ГАЕС Проввіденца, працюючи синхронно з Сан-Джакомо-Суль-Вомано, здійснює подальший підйом води до головного резервуару каскаду — водосховища Кампотосто.
У підсумку ГЕС Сан-Джакомо-Суль-Вомано виробляє 352 млн кВт·год електроенергії на рік за рахунок природного притоку та 131 млн кВт·год завдяки режиму гідроакумуляції.